# ピール・エンジニアリング・カンパニー
ピール・エンジニアリング・カンパニー (Peel Engineering Company ) は、 マン島（イギリス）のピールを本拠地としていた自動車会社である。

## 概要
ピール・エンジニアリング・カンパニーは1940年代後半、シリル・カネルによって設立された。第二次大戦後グラスファイバーの民生利用に早期に着目した企業のひとつであり、当初の主製品はボート等であった。グラスファイバーの最先端に触れるため、1950年代にシリル・カネルは当時活況であったアメリカへと視察に赴いている。

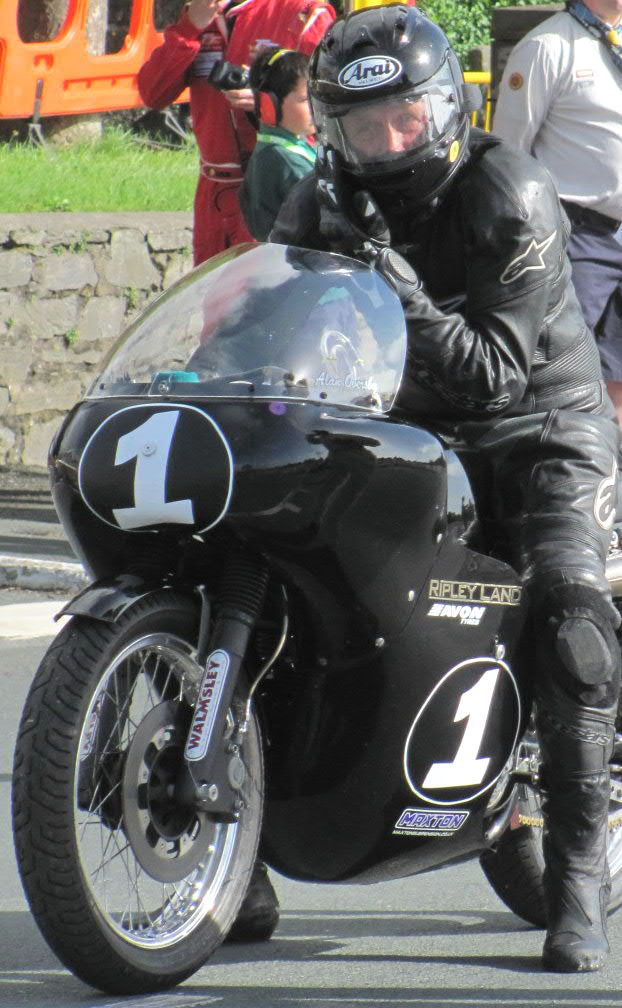
ピールタイプのフェアリング

グラスファイバー製造のノウハウの蓄積を生かしてオートバイのスポーツフェアリングの提供を1952年より開始する。「マウンテンマイル」と呼ばれるレース用に製造されていたフェアリング「ピール707」は、オートバイのハンドルバーエンドとライダーの手を覆うブリスタースタイルと呼ばれるフルカウル形状で、独特な箱型のカウルにシビエ製ヘッドライトを組み込んだ代物であった。ツーリング用に市販されたフェアリング「TTツアラー」も存在した。フェアリング製品は同社の最も成功した事業となった。
フェアリング製造と平行してボート製造事業においても開発を続けており、1961年には500ccのトライアンフ製エンジンを搭載したホバークラフトを試作した。
1955年、「ランナバウト」のキットカーであるマンクスカーを発表しマイクロカー生産の参入を発表した。発表当初は税制面で有利なキットカーであったが、その後税関物品税からの厳しい反対により購入税の支払いが大幅に上昇し、セールス・ポテンシャルが大きく低下したため計画を中止した。
その後計画を見直し、1962年アールズコートモーターサイクルショーでP50発表、同年より市販版の生産を開始した。1965年にはP50のスポーツバージョンにあたるトライデントの生産を開始。また同年には全てのフェアリング製品の生産を従来のマン島からベッドフォードシャー州ルートンの「マイク·アイボリー」にライセンス生産として移管する。製品の開発は引き続きマン島の拠点で行われた。
1966年には小型車の生産に移行し、ミニをベースとしたスポーツクーペ「バイキングスポーツ」の製造を開始する。バイキングスポーツは翌1967年まで生産された。
1969年、販売不振のためピールは自動車の生産から撤退した。企業としてのピールエンジニアリングも1974年には解散している。
同社の製造していたP50は世界最小の量産自動車としてギネスに登録されている。
なお2010年に設立されたピールエンジニアリングリミテッドによりP50の復刻が発表され、2011年にはデリバリーが開始された。復刻にあたり従来のガソリン版に加えEV版も設定された。なお、ピールエンジニアリングリミテッドは旧生産元と直接の関連はない。

### 主な製品
- マンクスカー

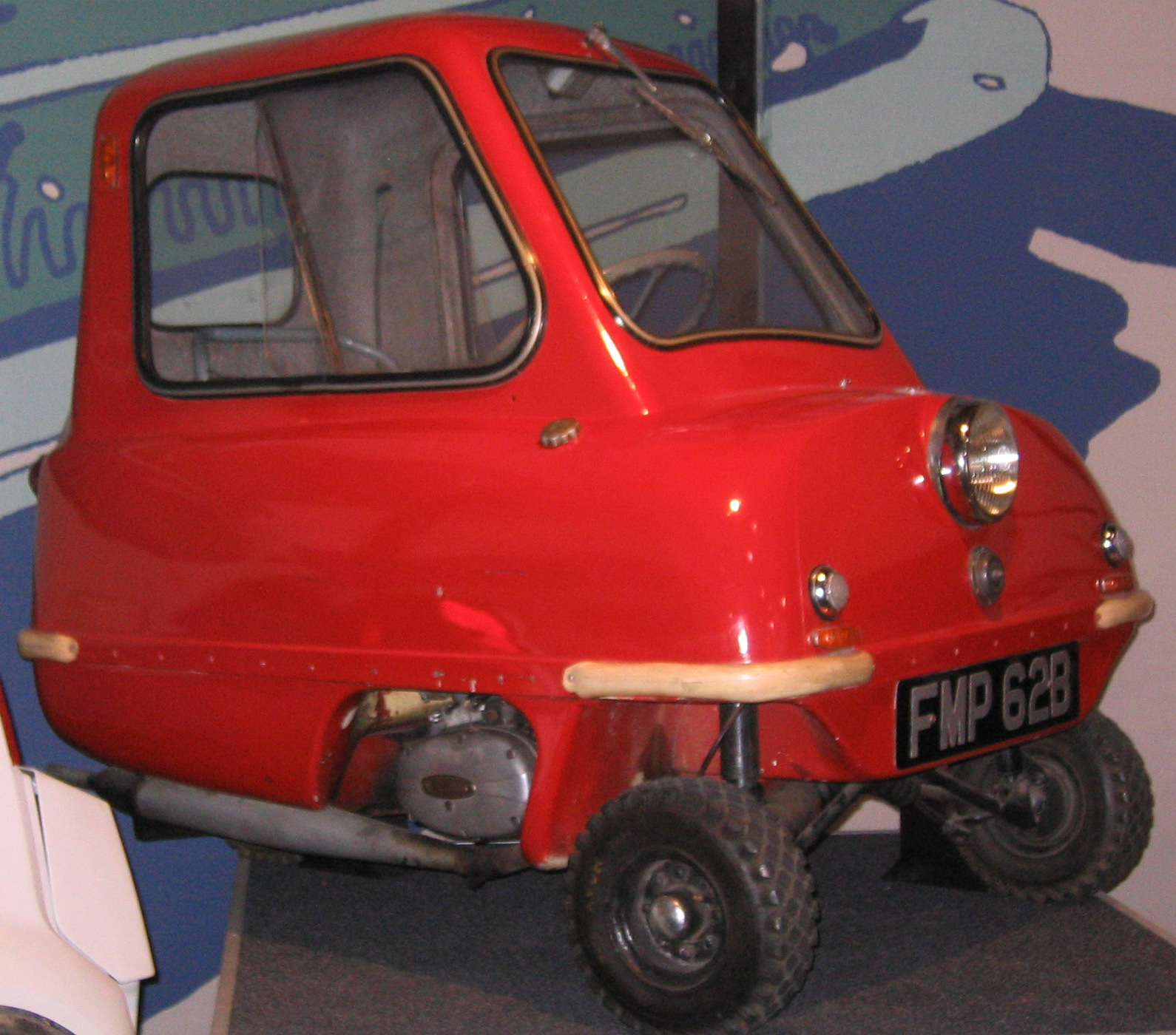
P50
- トライデント
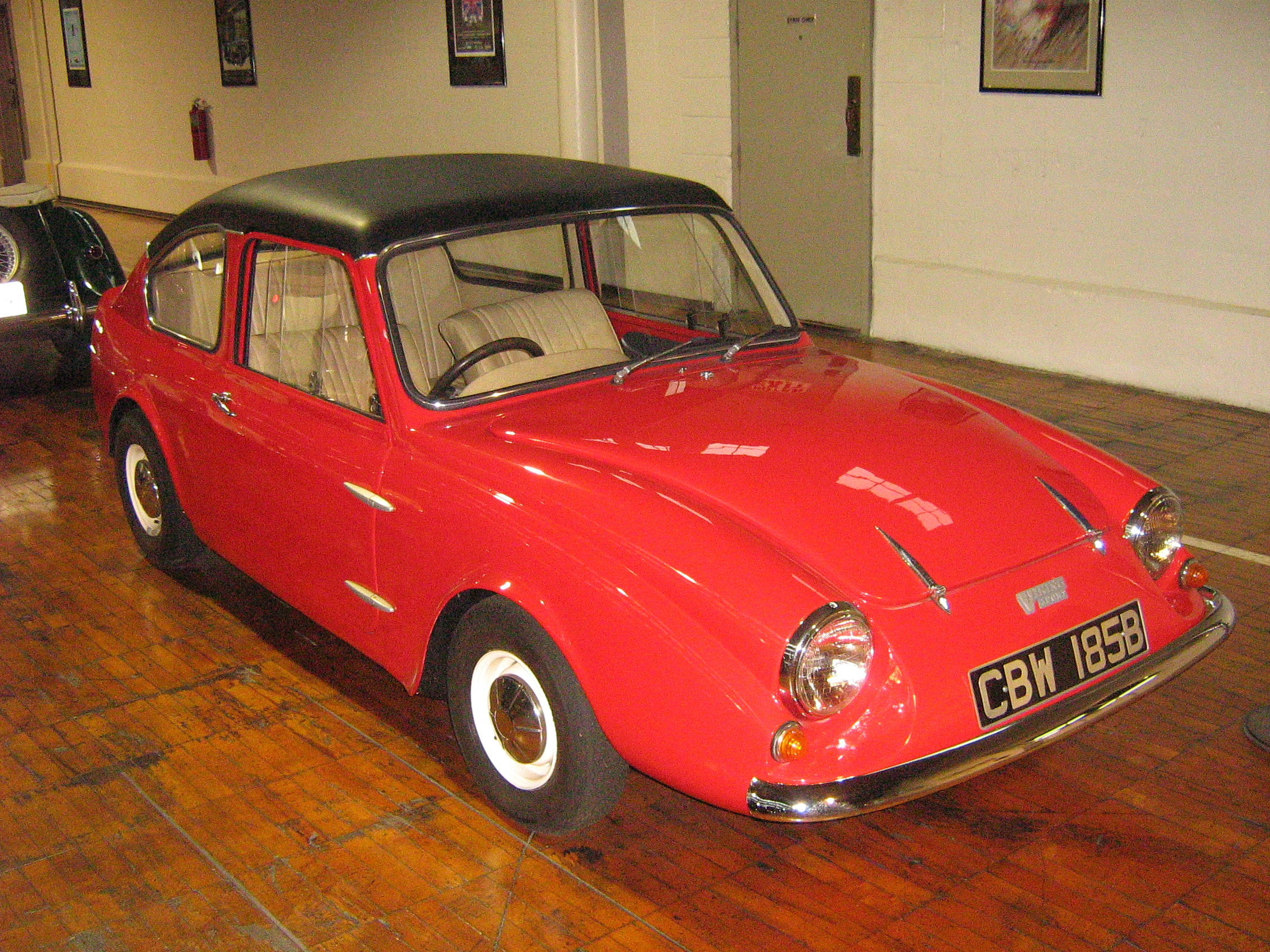
バイキングスポーツ
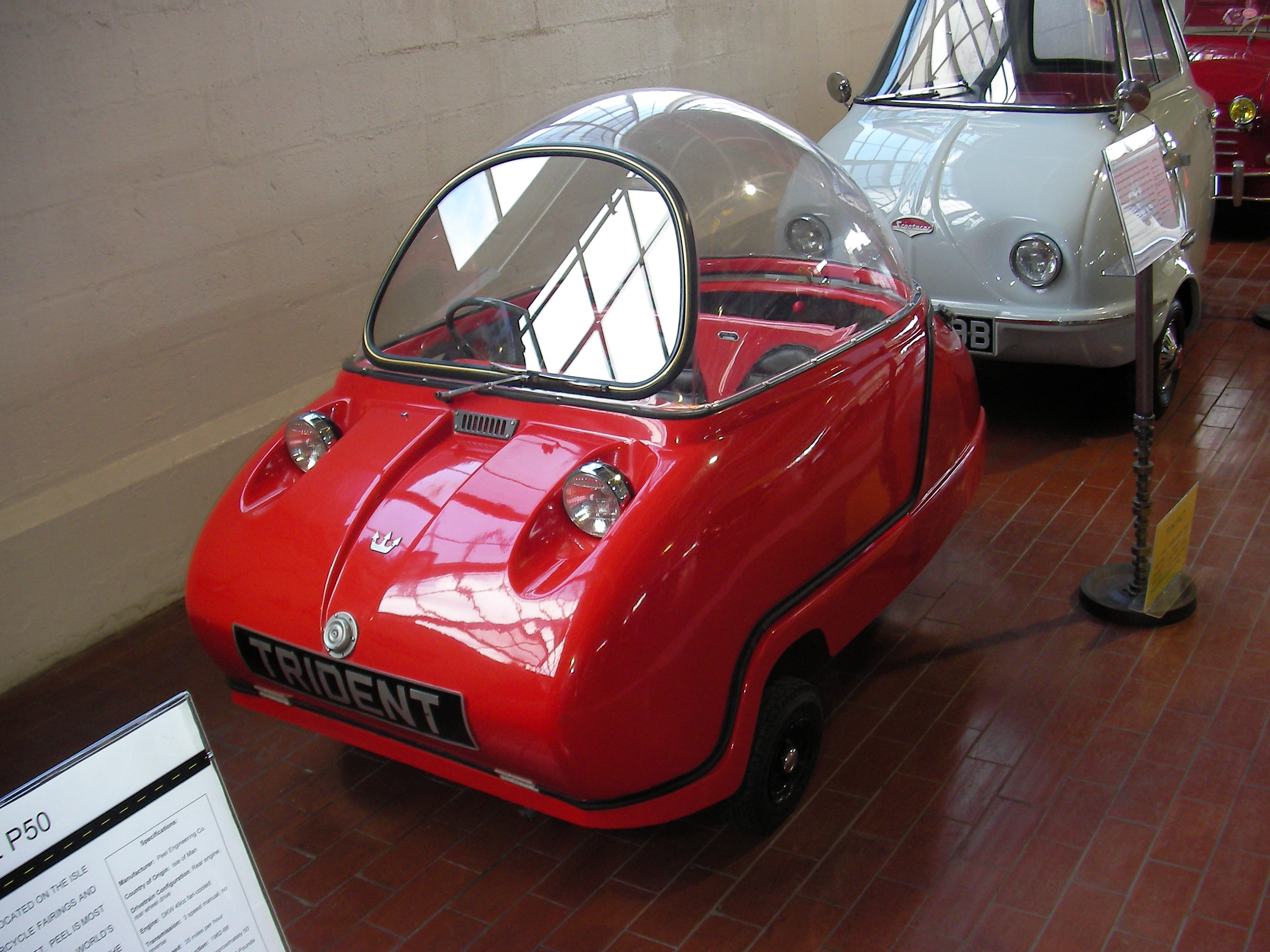
トライデント

- P50
- バイキング
- トライデント